# Liptovský Michal
Liptovský Michal (allemand : Sankt Michael in der Liptau, hongrois : Szentmihály) est un village de Slovaquie situé dans la région de Žilina.

## Histoire
La première mention écrite du village date de 1331.

## Démographie

### Évolution de la population
| Année:               | 1994. | 2004.   | 2014.    | 2024.   |
| -------------------- | ----- | ------- | -------- | ------- |
| Nombre de personnes: | 249   | 269     | 302      | 306     |
| Différence:          |       | +8,03 % | +12,26 % | +1,32 % |

| Année:               | 2023. | 2024.   |
| -------------------- | ----- | ------- |
| Nombre de personnes: | 302   | 306     |
| Différence:          |       | +1,32 % |